# Nicotinesulfaat
Nicotinesulfaat is een organische verbinding met als brutoformule C10H14N2 · H2SO4. De stof komt voor als kleurloze kristallen, die goed oplosbaar is in water. Als waterige oplossing is het een bruine viskeuze vloeistof. De stof is zeer toxisch en kan ook via de huid worden opgenomen. Wanneer gewerkt wordt met de stof in poedervorm moeten extra maatregelen getroffen worden ter preventie van inademing. Bij verhitting ontleedt de stof onder vorming van onder andere giftige zwavel- en stikstofdioxides.

## Toepassingen
Nicotinesulfaat staat er om bekend looistoffen te kunnen binden. Door de hoge giftigheid van de stof wordt doorgaans voor minder giftige alternatieven gekozen zoals aluminiumhydroxide en kininesulfaat.